# لارنس (ماساچوست)
لارنس(به انگلیسی: Lawrence) شهری در شهرستان اسکس ایالت ماساچوست می‌باشد که در سال ۱۸۴۷ بنیان‌گذاری شده‌است. این شهر در سرشماری سال ۲۰۱۰ میلادی، ۷۶٬۳۷۷ نفر جمعیت داشته‌است.